# Rosička (rozhledna)
Rozhledna Rosička se nachází na stejnojmenném vrchu, kóta 644 m n. m., jihozápadně od obce Sázava, na jejímž katastrálním území leží. Kóta geomorfologicky náleží Křižanovské vrchovině.

## Historie rozhledny
Rozhledna není první stavbou, využívající tento vrchol. V roce 1930 zde byl umístěn letecký maják (označený jako č. 7 na trati začínající v Praze-Kbelích) sloužící k navigaci nočních letů Praha – Bratislava , který byl zbourán za 2. světové války. Později ho vystřídal triangulační bod opatřený dřevěnou věží. V 90. letech byly v souvislosti s rozvojem mobilní telefonie učiněny pokusy vybudovat rozhlednu, která by byla zároveň vysílačem pro digitální telefon. Rozhledna s vysílačem operátora Český Mobil byla nakonec vybudována v roce 2001 (červen-červenec) podle rozhledny z Babylonu u Kozárova. Slavnostní otevření bylo 12. srpna 2001. Celková výška ocelové věže je 42 metrů. Spodní část tvoří dva dvanáctimetrové díly o průměru 2 m, vyhlídková plošina je ve výšce 24 m, vede na ní 140 schodů po točitém schodišti po obvodu stožáru. Další část slouží mobilnímu operátorovi.

### Přístup
Autem lze zajet k parkovišti na okraji lesíka pod rozhlednou, odbočka vlevo ze silnice Nížkov – Rosička. Nejbližší železniční stanice je Sázava u Žďáru, kde zastavují osobní vlaky Havlíčkův Brod - Žďár nad Sázavou. Rozhledna je přístupná celoročně, v letním období je vstup zpoplatněn.

### Výhled

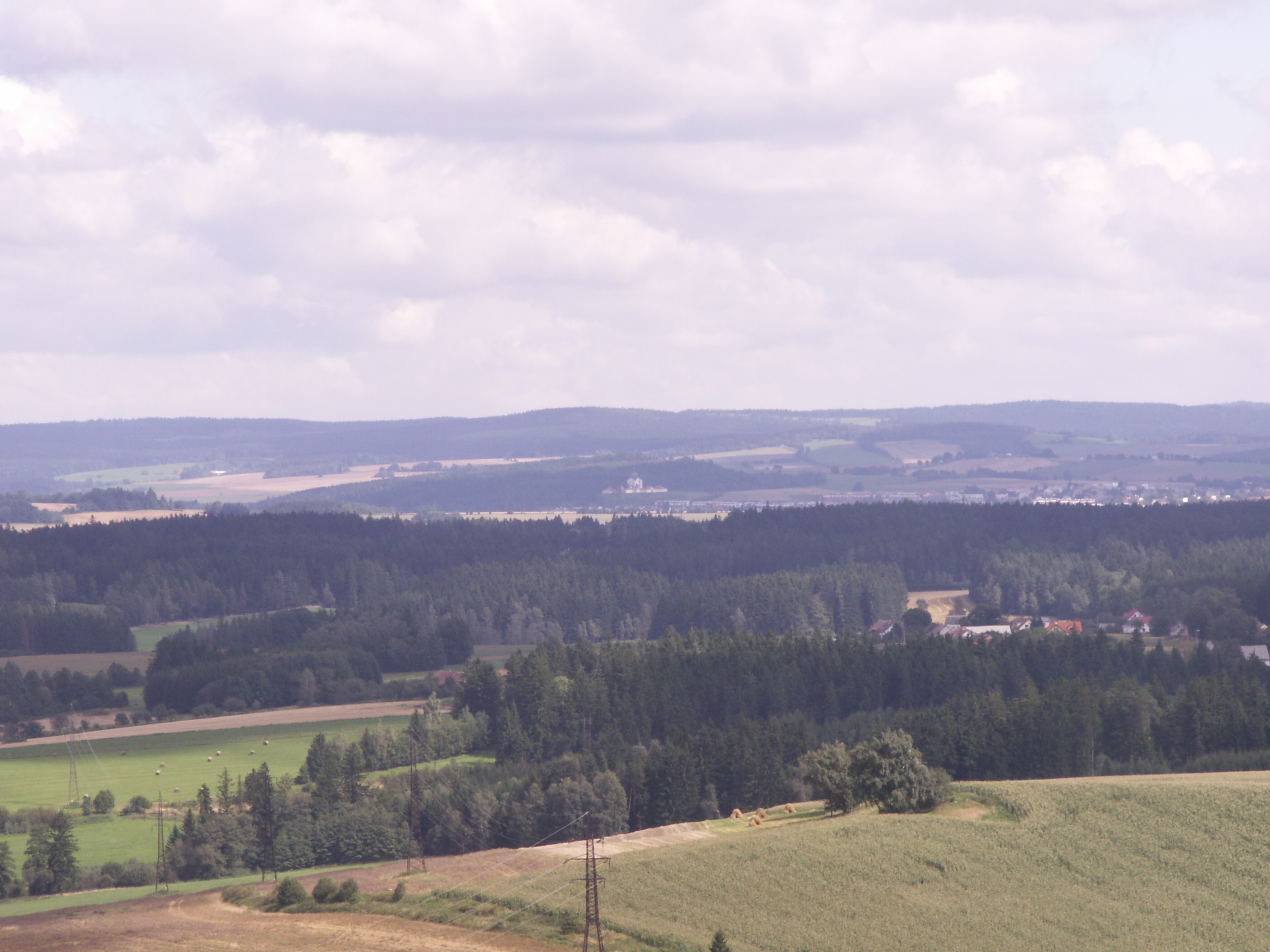
Výhled na Zelenou Horu a Žďár nad Sázavou

Kruhový výhled se otvírá na Posázaví, Českomoravskou vrchovinu – Křižanovská vrchovina s nejvyšším bodem Harusův kopec, Žďárské vrchy, Železné hory či Jihlavské vrchy s vrchem Javořice, Matějovský rybník, Žďár nad Sázavou s kostelem sv. Jana Nepomuckého.